# Мунгія
Мунгія (баск. Mungia (офіційна назва), ісп. Munguía) — муніципалітет в Іспанії, у складі автономної спільноти Країна Басків, у провінції Біская. Населення — 16 209 осіб (2009).
Муніципалітет розташований на відстані близько 330 км на північ від Мадрида, 11 км на північний схід від Більбао.
На території муніципалітету розташовані такі населені пункти (дані про населення за 2009 рік):
- Емерандо: 93 особи
- Ачурі: 279 осіб
- Більєла: 339 осіб
- Мунгія: 12026 осіб
- Тробіка: 149 осіб
- Атела: 134 особи
- Ітуррібальцага: 116 осіб
- Льйона: 150 осіб
- Ларраурі: 279 осіб
- Маркайда: 88 осіб
- Басосабаль: 261 особа
- Берреагаменді: 1990 осіб
- Ельгесабаль: 130 осіб
- Маурола: 7 осіб
- Сабалондо: 168 осіб

## Демографія
Динаміка населення (INE ):

## Уродженці
- Нандо Йосу (*1939 — †2016) — іспанський футболіст, півзахисник, фланговий півзахисник, згодом — футбольний тренер.

## Галерея зображень

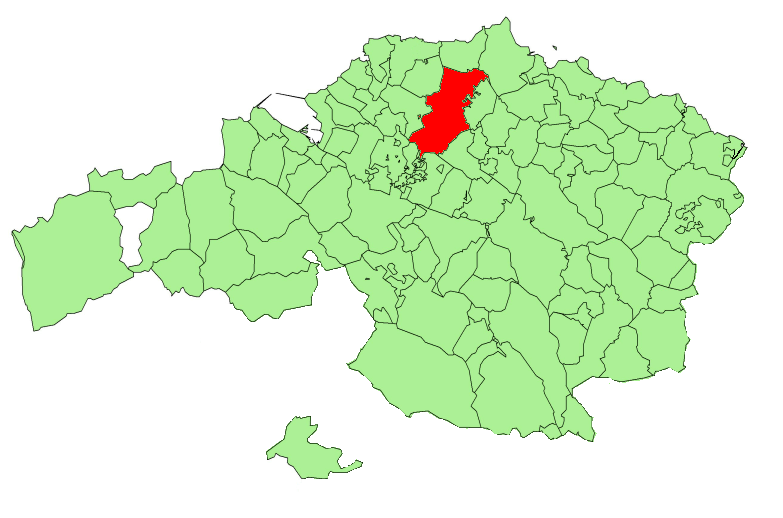
Розташування муніципалітету
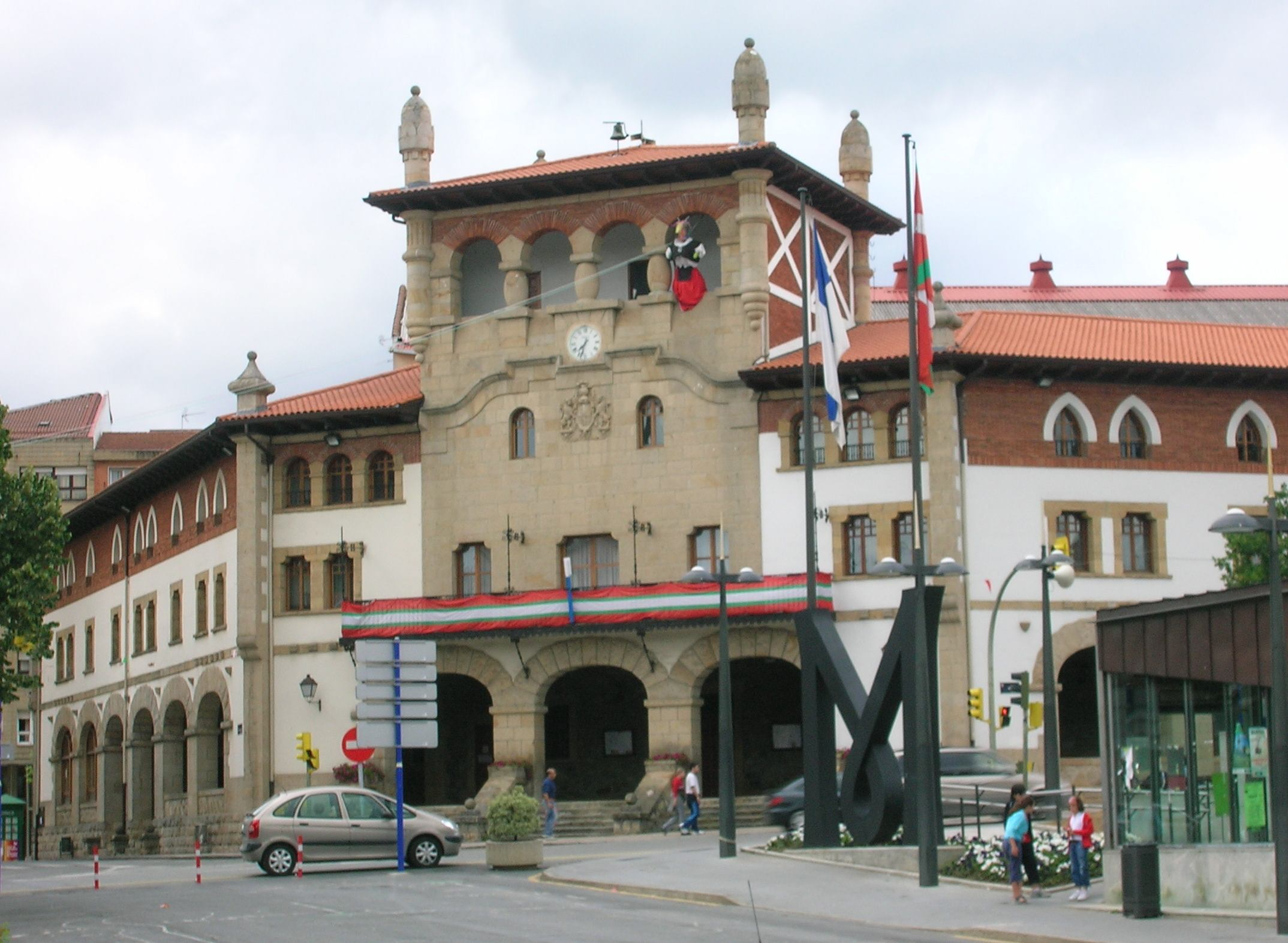
Муніципальна рада